# Western New York Flash
Western New York Flash is een Amerikaans vrouwenvoetbalclub uit New York. De club werd opgericht in 2008. In 2011 speelde de Braziliaanse sterspeler Marta voor de club. De club won kampioenstitels in vier verschillende competities: de USL W-League in 2010, de Women's Professional Soccer in 2011, de Women's Premier Soccer League Elite in 2012 en de National Women's Soccer League in 2016. 
De club is eigendom van de familie Sahlen. Joe Sahlen is de eigenaar, Alexandra Sahlen is de voorzitter. Voormalig Nieuw-Zeelands international Aaran Lines, de man van Alexandra, is de coach van het team.

## Bekende (oud-)spelers
- Sonia Bermúdez
- Victoria Losada
- Marta
- Alex Morgan
- Abby Wambach
- Janice Cayman
- Shania van Nuland